# أرسكين كلارك
أرسكين كلارك (بالإنجليزية: Erskine Clarke)‏ هو مؤرخ أمريكي، ولد في 1941.